# Gewässerlaufnummer
Die Gewässerlaufnummer (GWLNR, französisch numéro du cours d’eau, italienisch numero del corso d’acqua) ist ein Identifikator, mit dem in der Schweiz alle Gewässer nummeriert werden. Als zentrales Informationssystem dient dabei das Topic Wasser (früher Gewässerinformationssystem Schweiz, kurz GEWISS) des Bundesamtes für Umwelt.

## Aufbau
Folgende Tabelle gibt Aufschluss über den Aufbau der Gewässerlaufnummer anhand des Beispiels AG0034220003:
| Attributname | Beschreibung                   | Wertebereich                                                                                       | Beispiel |
| ------------ | ------------------------------ | -------------------------------------------------------------------------------------------------- | -------- |
| LINST        | Strukturgebende Instanz        | CH: Kantonsüberschreitendes Gewässer AG, AI, ..., ZH: Kanton (leer): Ausland                       | AG       |
| GEWISSNR     | GEWISS-/Identifikations-Nummer | 1 – 769999 (Nummernblock pro Kanton vergeben)                                                      | 003422   |
| LAUFNR       | Laufnummer                     | 0: Hauptgewässer > 0: Nebengewässer, Kleinseen oder Seeinseln -1: ohne Adressierung 999: Seeachsen | 0003     |

Die auch in der Online-Karte des Schweizer Gewässernetzes so genannte GEWISS-Nummer entspricht dabei der deutschen Gewässerkennzahl. Neben diesem für die Eidgenossenschaft insgesamt etablierten System kann jeder einzelne Kanton noch einen eigenen Code haben.